# José Miguel Luján Pérez
José Miguel Luján Pérez, más conocido como José Luján Pérez, (Guía, Gran Canaria, 9 de mayo de 1756-15 de diciembre de 1815) fue un escultor y arquitecto español. Está considerado como el máximo exponente de la escultura barroca en Canarias y es su artista más representativo, siendo el imaginero canario de mayor proyección en este estilo. Está considerado junto a Fernando Estévez, su discípulo más aventajado, los escultores más importantes del Archipiélago canario.

## Biografía
José Miguel Luján Pérez, más conocido como José Luján Pérez, aunque en su partida de 
bautismo consta como José Miguel Luján Pérez, nació en Santa María de Guía, Gran Canaria en el año 1756. Hijo de labradores acomodados, desde pequeño mostró un especial interés hacia la escultura, llegando a reproducir en madera la imagen de San Bartolomé de Moya. Fue un hombre de temperamento pasional y de profundos sentimientos religiosos, los cuales se ven reflejados en sus imágenes.
Desde temprana edad muestra gran destreza en el modelado y dibujo, motivo por el cual el teniente Blas Sánchez de Ochando, de las Milicias Provinciales, natural de Murcia, recomienda a sus padres que lo envien a la ciudad de Las Palmas de Gran Canaria a estudiar dibujo.
Allí tiene por primer maestro a Cristóbal Afonso Díaz. Con estos antecedentes vemos a Lujan en sus primeros contactos en relación con la plástica canaria, de la cual será heredero y que llevará a sus más altos exponentes. El segundo maestro de Luján fue el Diego Nicolás Eduardo, tesorero de la Catedral Basílica de Canarias que poseía una Academia en la capital grancanaria.
Fue un gran alumno que aprendía con facilidad, llegando a sobrepasar en habilidad y conocimientos a sus maestros. Ya adulto, Luján inaugura y trabaja en su propia escuela y enseña a muchos de los que se llamarían sus discípulos.
La escultura de Lujan Pérez será estrictamente de tema sacro, la escultura pagana aún no tenía cabida en los encargos del Archipiélago, principalmente porque la Iglesia es el principal comitente. La fidelidad con las formas barrocas será casi constante, aunque no se puede negar los rasgos clasicistas, sin estridencias de algunos rostros. En este sentido se produce una dialéctica entre el Luján escultor y el Luján arquitecto, ya que el segundo será rigurosamente
clasicista.
Trabajó para todo el Archipiélago Canario, pero quizás sus obras maestras se encuentran en la catedral de Canarias: el Santísimo Cristo de la Sala Capitular y Nuestra Señora de Los Dolores de Luján obras que encumbraron a Luján como escultor y consideradas las de mayor calidad técnica; y otras tallas como Santa María de la Antigua, San José, el Apostolado del cimborrio y el bajorrelieve en mármol de la fachada posterior que representa a Santa Ana y la Virgen. También cabe destacar la talla de candelero de la Virgen de los Dolores que se encuentra en el Templo Arciprestal de Santiago de los Caballeros de la ciudad de Gáldar.
Su obra, acusará influencias del barroco y rococó, y realizará esculturas para distintas iglesias de Canarias, especialmente en Gran Canaria y Tenerife. Dominaba la talla de madera y el plegado de paños, y ponía en ella toda la suavidad y delicadeza de los escultores levantinos. Su trabajo quedaba perfeccionado bajo la copa ligera del policromado.

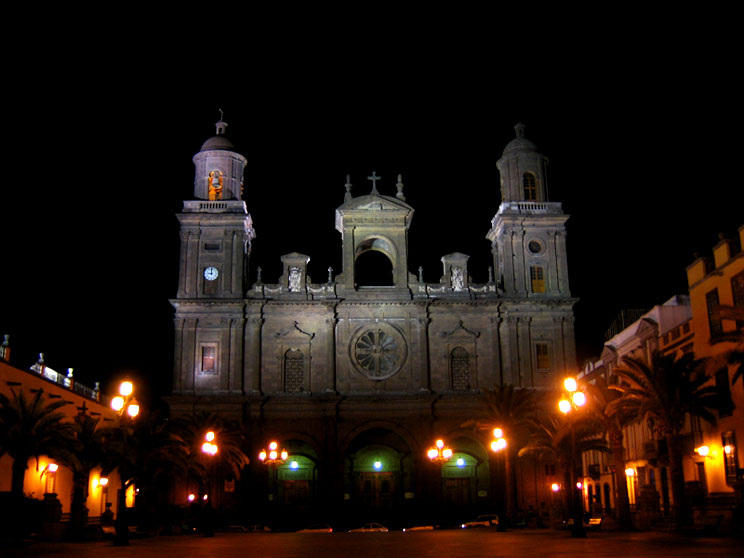
Catedral de Canarias, templo donde Luján Pérez intervino como arquitecto y escultor.

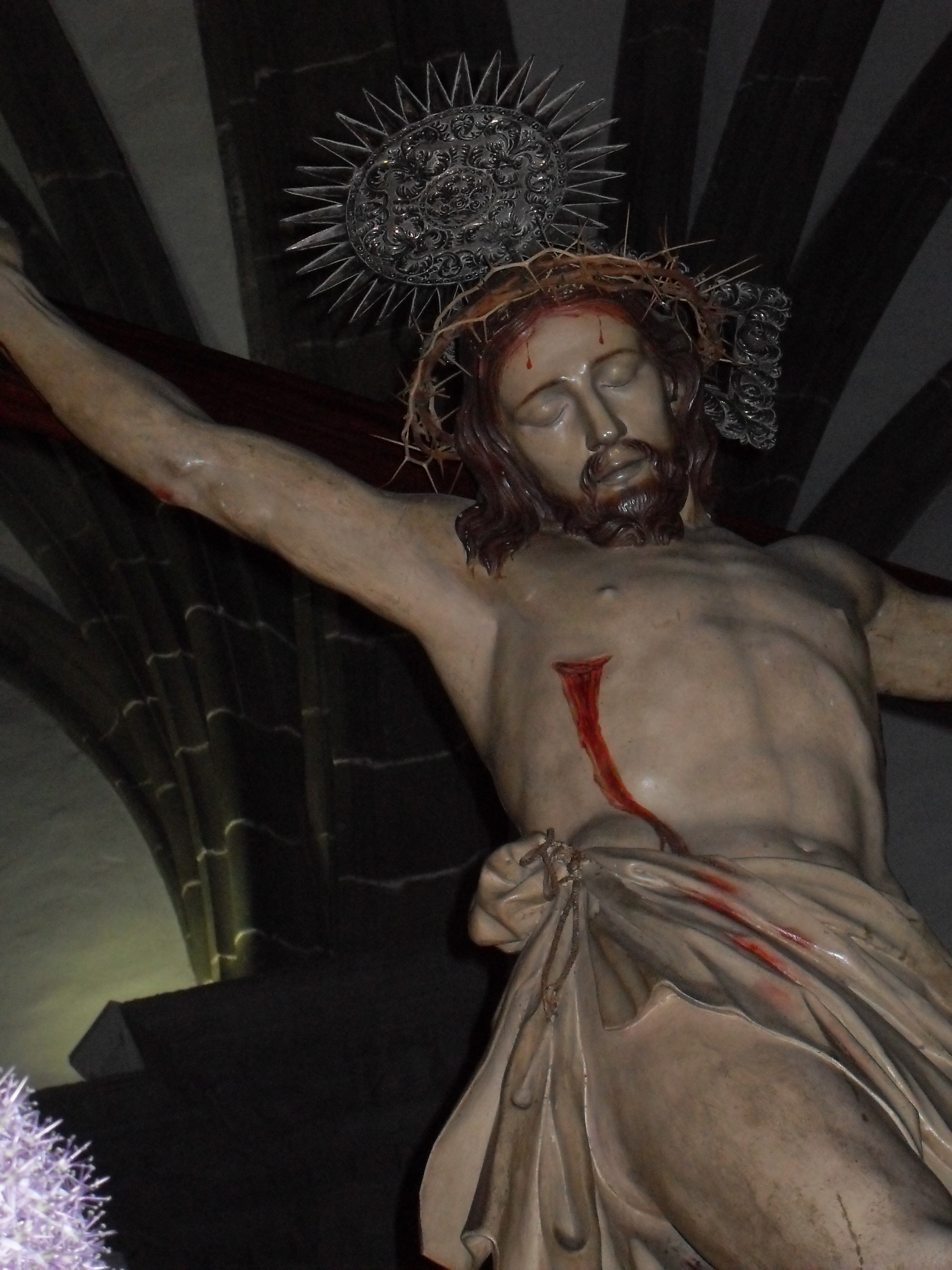
Santísimo Cristo de la Sala Capitular (Las Palmas de Gran Canaria) que preside la Sala Capitular de la Catedral, obra de José Luján Pérez.

Algunas de sus obras más importantes fueron creadas por encargo para las procesiones de Semana Santa de las islas: Como el Cristo de la Vera Cruz de la Parroquia Matriz de San Agustín de Hipona en Vegueta; el Cristo de la Columna de la Basílica de Nuestra Señora del Pino de Teror; el Conjunto del Cristo de la Caída; san Simón de Cirene; Nuestra Señora de Los Dolores del "Miércoles"; Santa Verónica y San Juan Evangelista de la "Procesión del Encuentro" de la Iglesia de Santo Domingo de Las Palmas de Gran Canaria; la Oración en el Huerto de la Iglesia de San Francisco de Asís en el barrio de Triana de Las Palmas de Gran Canaria y la del convento de Santa Clara de La Laguna; la imagen de la Virgen de Los Dolores de la Iglesia de La Concepción de La Laguna; imagen de San Juan Evangelista de la Parroquia de La Concepción de La Orotava; San Juan Evangelista de las iglesias de San Agustín y de San Francisco de Las Palmas y de la Basílica de San Juan Bautista de Telde; imagen de Santa Catalina Mártir de Alejandría (Tacoronte); el Santísimo Cristo predicador de la Iglesia de Santo Domingo del Barrio de Vegueta de la capital grancanaria, San Pedro Penitente de la Iglesia de San Francisco de Las Palmas.
Para la Parroquia Matriz del Apóstol Santiago de Los Realejos, talló un Cristo de tamaño académico, menor del natural, destinado a coronar el manifestador del Altar Mayor.
Luján sentía gran predilección por las "Dolorosas" y Los Crucificados. Realizó casi una veintena de ellas, repartidas por todas las islas.
En la construcción de la Catedral de Canarias trabajo como arquitecto con Diego Nicolás Eduardo, quien a su muerte le dejó al frente de la Catedral. A Luján se debe la obra bellísima del trascoro. Asimismo Luján también contribuyó como arquitecto en la Catedral de La Laguna.
Luján Pérez dejó bastantes discípulos y se puede decir que aún la tradición imaginera de las islas se alimenta de ella. Entre ellos el orotavense Fernando Estévez de Salas y el Morenito.
En los últimos años de su vida, se retira a Santa Brígida (Gran Canaria) por problemas de salud, y muere el 15 de diciembre de 1815 a los 59 años de edad en Santa María de Guía.
El nombre de José Luján Pérez constituye una referencia obligada en el marco de los estudios de la plástica canaria, ya que participa en una etapa trascendental para la evolución del arte en estas islas.
Más del 70% de sus obras pertenecen al ámbito eclesiástico. Actualmente, la mayor parte de sus obras se encuentran en la isla de Gran Canaria con un total de 139 obras, siguiéndole Tenerife con un total de 43 obras.

## Técnicas y estilo
Luján utilizará varias técnicas a la hora de realizar sus obras, todas heredadas del barroco y en la que su maestría y dominio es patente: tallas completas en madera, esculturas de vestir y de tela encolada.
La imagen de vestir es uno de los aspectos más importantes en Luján; en este apartado entra la mayoría de la estatuaria de pasión, algunas de estas imágenes de vestir tienen el cuerpo esbozado como en el caso de las Dolorosas de Gáldar y Santa María de Guía o el San Juan Evangelista de Telde.
El estilo del maestro se debatió entre dos movimientos artísticos que pugnaban por imponer sus formas: el barroco y el neoclásico. Él supo, magistralmente, utilizar ambos movimientos. Todo dependía de qué iba a realizar.
Luján supo conjugar todo lo que vivía y lo aprovechaba según sus encargos. Y en eso se puede medir la calidad del maestro, en estar a la altura de las circunstancias requeridas para la ocasión.

## Efemérides en memoria de José Luján Pérez

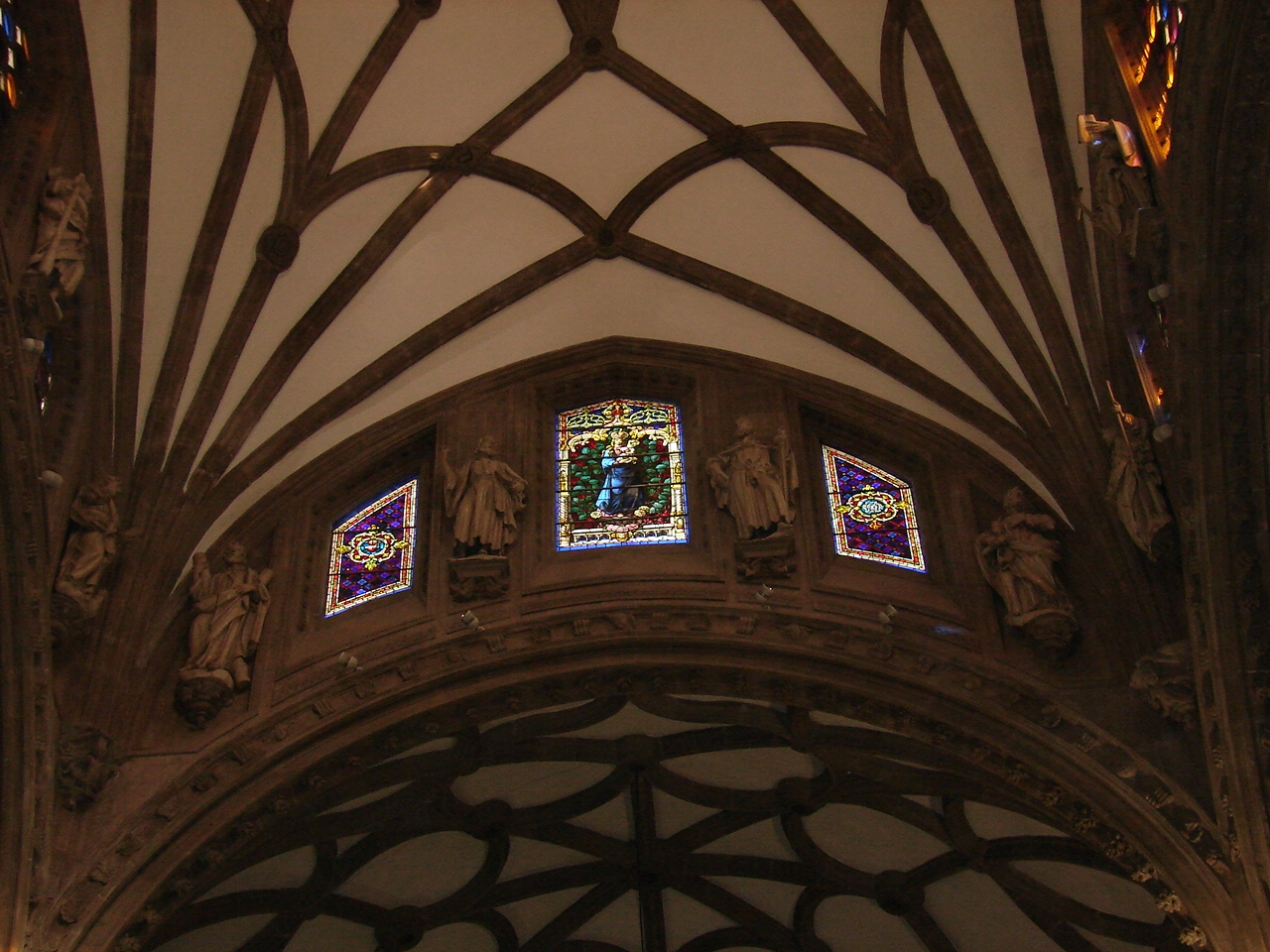
Apostolado del Cimborrio que talló Luján para el Cimborrio de la Catedral de Canarias.

- En el año 1915, en el centenario de su muerte, Gran Canaria lo recordó descubriendo una placa en la torre sur de la Catedral de Canarias en la que pone: "Gran Canaria a Luján Pérez. 1915".[2]

- En el año 1956, el Ayuntamiento de Las Palmas de Gran Canaria organiza una Exposición Sacra de la Obra de José Luján Pérez organizada para conmemorar el segundo centenario de su nacimiento (1756-1956). Esta exposición tuvo como escenario la Catedral de Canarias.[11]

- En el año 2007 se descubre un busto de Luján Pérez en el antiguo coro de la Catedral de Canarias, ubicado en la calle Obispo Codina. El autor de la obra es Santiago Vargas.[2]

- Por ser uno de los escultores e imagineros más importantes de Canarias se le ha puesto su nombre a una de las escuelas de arte de Canarias llamada "Escuela de Arte Luján Pérez" en el barrio de Vegueta de Las Palmas de Gran Canaria.

## Obra
Luján ha sido el máximo escultor grancanario, dejando numerosas obras que atestigua su quehacer. Se le puede definir como el gran impulsor del arte canario o al menos como el gran revalorizador del mismo. Con él, la escultura toma un nuevo giro. Hasta la fecha, los artífices canarios se ocupaban de aprender de los artistas foráneos. A partir de él, Luján es la auténtica figura a la que los artistas se van a volver en busca de enseñanzas. Hombres como Manuel Hernández "El Morenito" o Fernando Estévez, este último discípulo predilecto del escultor de Guía, son ejemplos patentes de la calidad de sus discípulos.

### Las Dolorosas de Luján

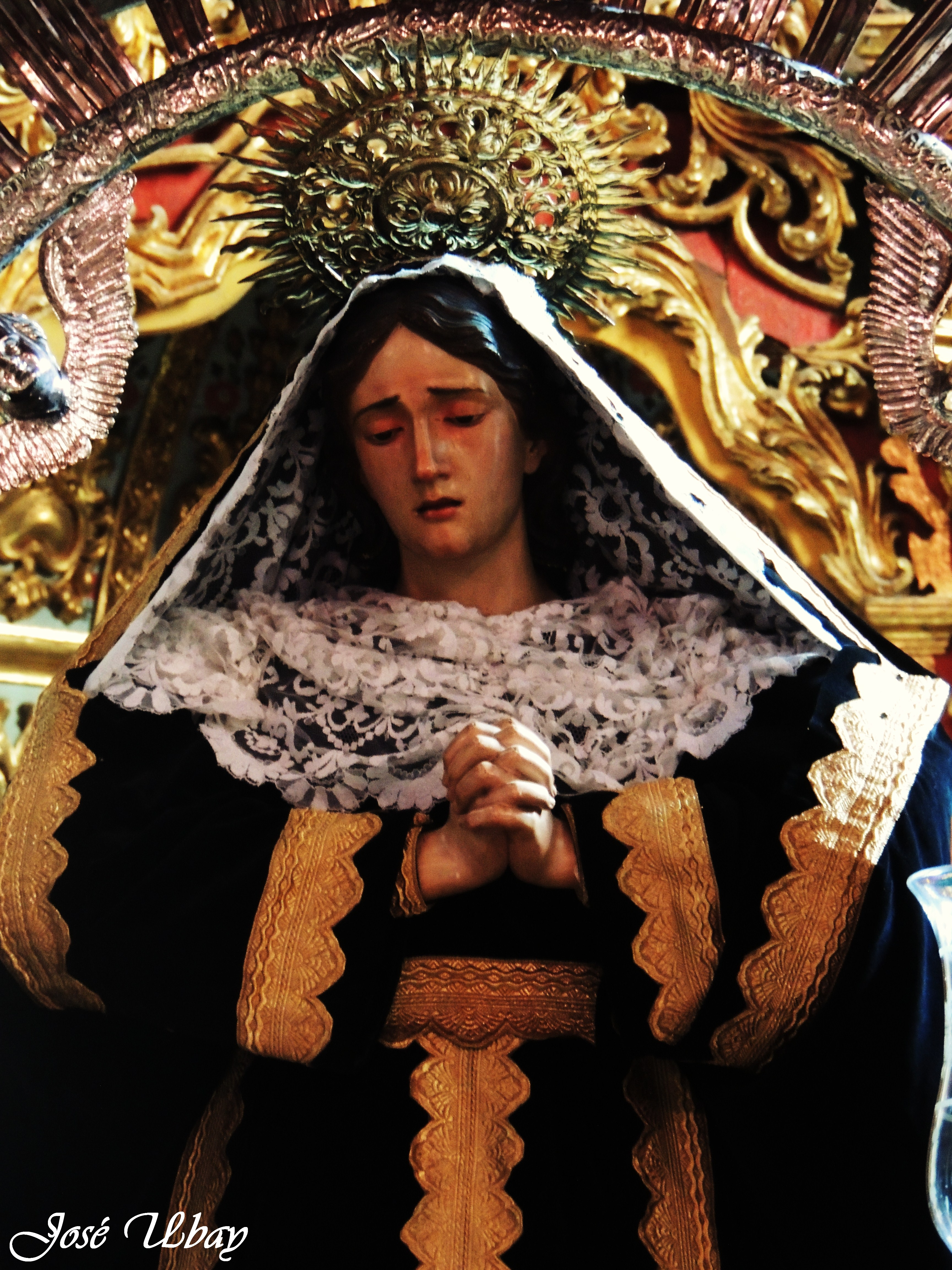
Nuestra Señora de la Soledad o de los Dolores (S. XVIII - XIX) José Luján Pérez. Parroquia Matriz de Nuestra Señora de la Concepción de Santa Cruz de Tenerife.

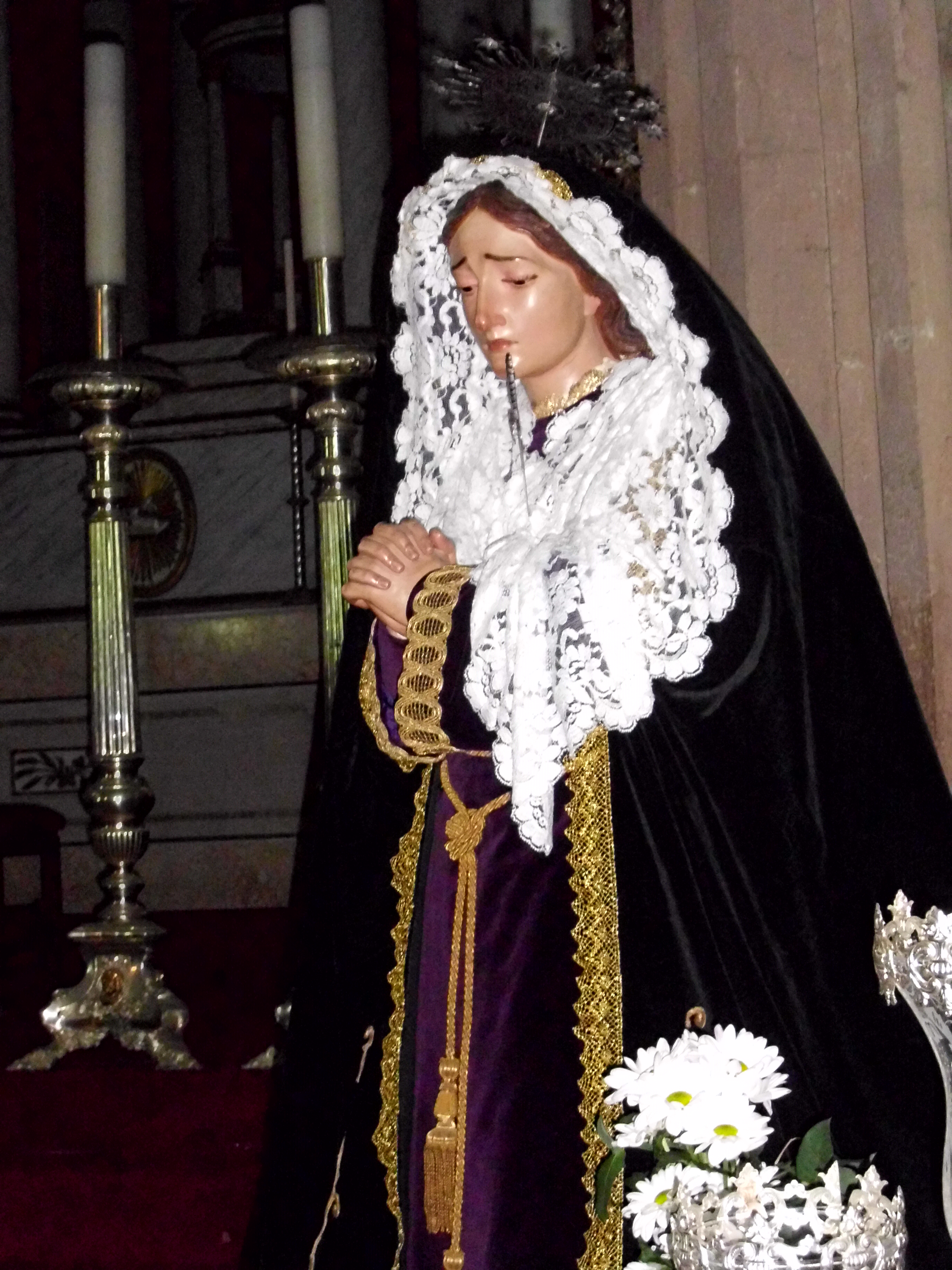
Nuestra Señora de los Dolores. Imagen de finales del, obra del insigne imaginero universal don José Luján Pérez, que se encuentra en la Iglesia Matriz de Santiago de los Caballeros.

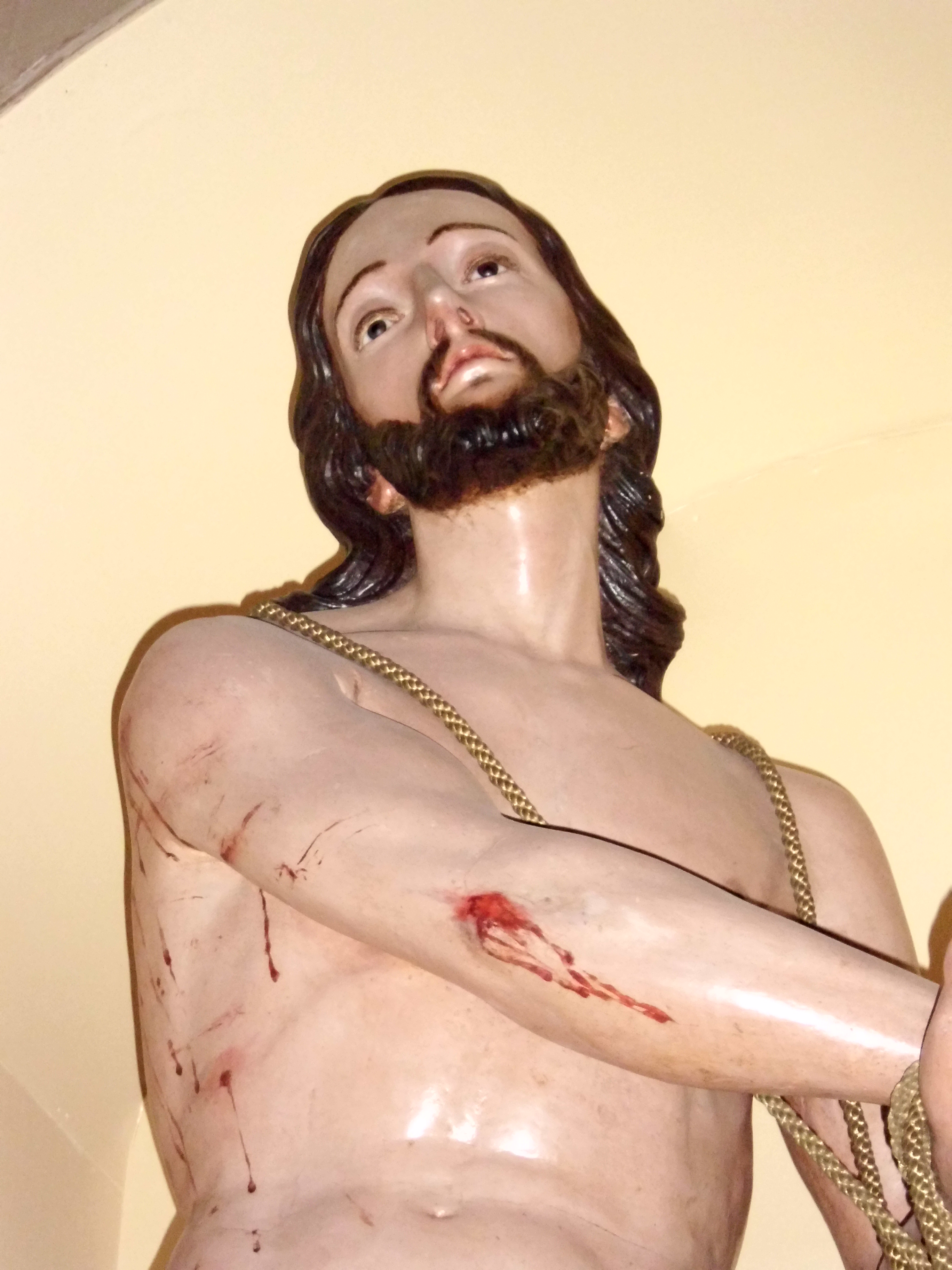
El Santísimo Cristo Atado a la Columna es obra del insigne imaginero canario José Luján Pérez, que se encuentra en la Iglesia Matriz de Santa María de Guía.

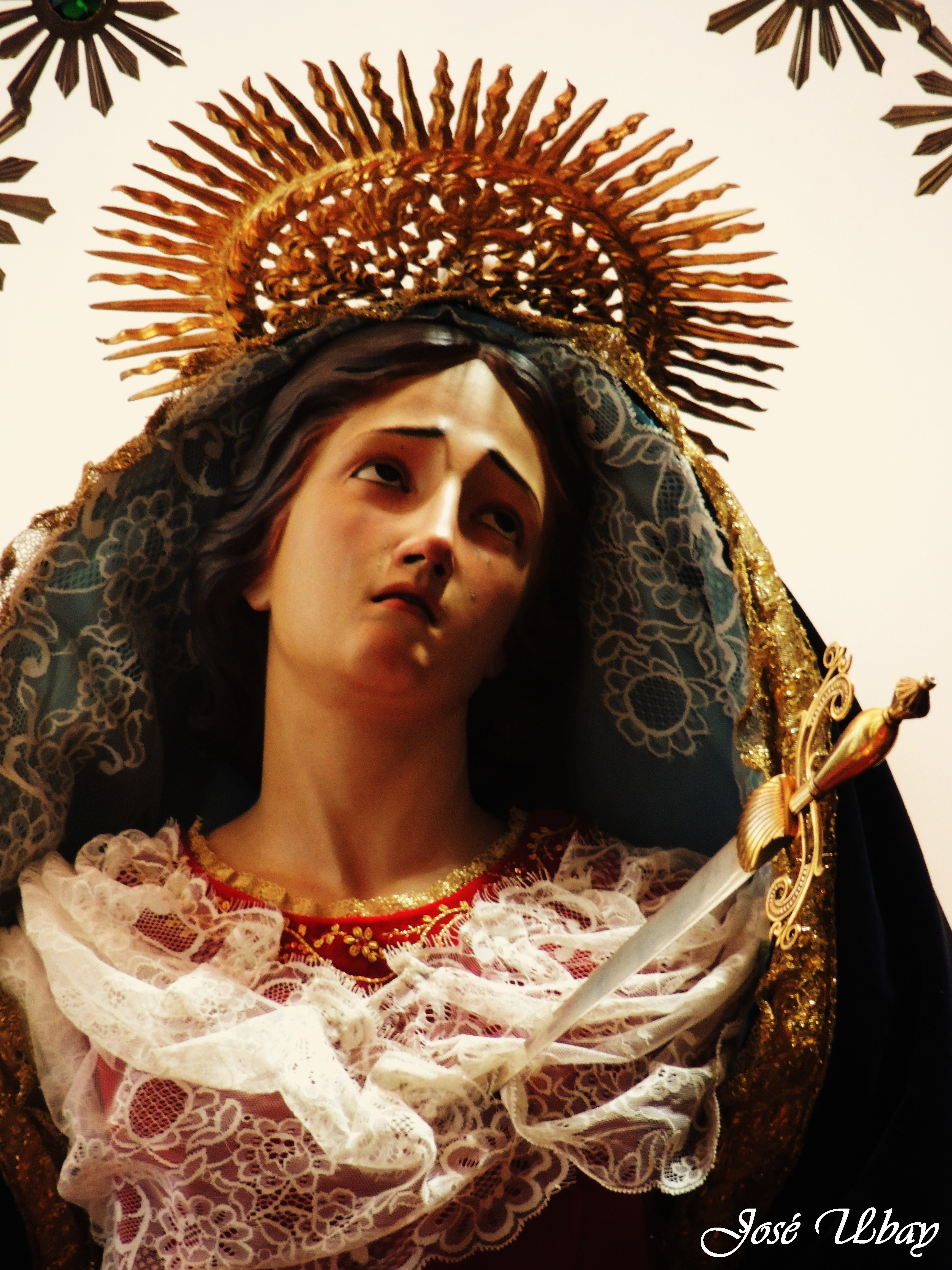
Nuestra Señora de los Dolores, obra de José Luján Pérez, realizada en 1805. Fue llamada por el mismo Luján Pérez La Predilecta, debido a que era su dolorosa preferida. Se venera en la Parroquia Matriz de Nuestra Señora de la Concepción de San Cristóbal de La Laguna (Tenerife).

Las Dolorosas son el tema más conocido en Luján; en muchas de ellas realiza un esbozo del cuerpo, para que las ropas den un resultado más natural. De este tema mariano se resaltan muchas de las imágenes marianas repartidas por todas las Islas Canarias.
Esta advocación mariana marca una etapa muy importante en la vida artística del escultor. Detalladamente bellas, ha sido el escultor mariano canario pos antonomasia.
En cuando a técnicas, encontramos imágenes de candelero, de telas encoladas y así como tallas completas. El tiempo en el que se sitúa el imaginero era una época de gran desarrollo del movimiento procesional. Y era lógico que las parroquias encargasen este tema. Son por tanto sus Dolorosas el tema más trabajado por el artista. Realmente son identificables los rostros de estas imágenes marianas angustiadas, con ese leve fruncir de las cejas y los ojos entristecidos y serenos que muestran el equilibrio que tenía la mujer que representa. Así son las Dolorosas de Luján, sin mostrar angustias dramáticas exageradas. La gubia del imaginero canario se recrea en describir la tristeza de la mujer en una canaria seria, contenida, rodeada de una aureola de tranquilidad. Son madres en general llorosas, pero confiadas y estables. Y ésta es, en general, la línea que podemos apreciar en su escultura.
Hizo muchas imágenes de la Virgen de Los Dolores y cabe recordar las siguientes:
- Nuestra Señora de los Dolores de Luján Pérez: Se venera en la Catedral de Canarias y está fechada en el año 1803. Está considerada su obra maestra dentro de esta advocación y también en su vida como escultor, por lo que se le denomina la Dolorosa de Luján.[14] Desde 1928, procesiona en la mañana del Viernes Santo con el Santísimo Cristo de la Sala Capitular, denominándosele desde antiguo la Procesión del Arte por procesionar en ella, las dos imágenes más celebradas del escultor de Guía, aunque popularmente se le conoce como la Procesión de Las Mantillas.

- Nuestra Señora de los Dolores: Se venera en el templo de Nuestra Señora de la Concepción en La Laguna (Tenerife). Se trata una imagen de vestir está fechada en el año 1805 que fue la preferida de su autor, razón por la cual el mismo la apodaba La Predilecta.[13] Fue donada a la parroquia de la Concepción por el mayordomo de propios Felipe Carballo de Almeida. Los estudiosos destacan de la imagen su patetismo y la intensa expresividad de su mirada. La imagen de procesiona por las calles de la ciudad de La Laguna los días: Domingo de Pasión, Viernes de Dolores, Martes Santo y en la Procesión Magna del Viernes Santo. Sin embargo, según las últimas investigaciones realizadas por el historiador del arte orotavense Juan Alejandro Lorenzo Lima, todo apunta que posiblemente esta imagen fue un encargo realizado al escultor de Santa María de Guía por Carvalho Almeida,y que algunos relatos del siglo XIX y las posteriores biografías del imaginero han exagerado mucho en la relación que Luján mantuvo con este comerciante portugués. Lorenzo Lima apunta que el hecho de que fuera su supuesta obra preferida, y otros hechos no documentados y difundidos por la tradición popular, le ha permitido obtener a la escultura el tan estimado sobrenombre de Predilecta, aunque es probable que esa denominación obedezca a otras razones, y no necesariamente a un especial interés del artista por la pieza.[15] Por otro lado, otros investigadores sostienen que efectivamente tal y como acredita su tradición, esta era su dolorosa favorita, entre ellos el cronista oficial de La Laguna, Eliseo Izquierdo Pérez, quién aporta además el dato de que Luján además de llamar a la imagen "La Predilecta", también la llamaba "La niña de sus ojos".[16]

- Nuestra Señora de Los Dolores del Miércoles: Se venera en la Iglesia de Santo Domingo de Guzmán. Fue realizada por un encargo de la Casa Condal en Las Palmas de Gran Canaria para formar parte de la escenificación del Santo Encuentro de Cristo en la Plaza Mayor de Santa Ana. Dicha imagen es la titular de la Hermandad del Santo Encuentro de Cristo y está fechada en el año 1797. Desde 1997, fecha de la fundación de la citada hermandad, se le añade el "de Vegueta" al nombre de la Virgen a pesar de no ser la única Dolorosa que se venera en el citado barrio ya que la parroquia matriz de San Agustín, la ermita del Espíritu Santo y la Santa Iglesia Catedral cuentan también con Imágenes marianas de esta advocación de María en su Dolor. No obstante en el mundo del arte se la sigue conociendo como la "Dolorosa del Miércoles".[12]

- Nuestra Señora de la Soledad de Telde: Se venera en la Basílica de San Juan Bautista (Telde). Aunque desde un principio estuvo en la Iglesia de San Francisco de Asís de la Ciudad de Telde por encargo de la Comunidad franciscana, tras la Desamortización de Mendizábal pasó a ser propiedad de la Basílica de San Juan de Telde. Es una imagen de candelero, es decir, de vestir; tiene solo tallado la cara y las manos, al igual que la Dolorosa del Miércoles. Está datada en el año 1787.[17]

- Nuestra Señora de los Dolores (Parroquia de la Concepción de La Orotava): Fechada en el año 1788, se venera en la Parroquia Matriz de Ntra. Sra. de la Inmaculada Concepción en la Villa de La Orotava en Tenerife. Esta imagen procesiona en la tarde del Jueves Santo en El Mandato y la noche del Viernes Santo en la procesión del Silencio.[12]

- Santísima Virgen de Gloria: Esta Dolorosa fechada en 1806, en su última etapa, se encuentra en la Parroquia de San Juan Bautista de la Villa de La Orotava. Esta efigie acompaña al Santísimo Cristo a la Columna por las empinadas calles orotavenses en la noche del Jueves Santo. Fue tallada por Luján Pérez en su taller de Vegueta en Las Palmas de Gran Canaria.

- Existen otras Dolorosas de gran valor histórico-artístico en las parroquias de Valsequillo de Gran Canaria, Vega de San Mateo, Gáldar, iglesias de San Sebastián de Agüimes y de Santa María de Betancuria en la provincia de Las Palmas.

- También en la isla de Tenerife las encontramos en las iglesias de San Bartolomé de Tejina, la Concepción de Santa Cruz de Tenerife, esta obra igualmente destacable es una escultura de grandes peculiaridades, según los estudios estilísticos de Padrón Acosta o los documentos aportados por Vizcaya Carpenter confirmaron la relación de esta obra con el maestro grancanario, despejando así cualquier tipo de duda acerca de la tan controvertida y problemática autoría al escultor Fernando Estévez.[15]

- En la Parroquia de San Sebastián de Agüimes se encuentra otra Dolorosa bajo la advocación de Nuestra Señora de la Soledad, imagen donada al templo de San Sebastián por Pedro de Westerlin y realizada por el escultor de Guía a finales del siglo XVIII y principios del XIX. Hoy sale en procesión desde la parroquia matriz el Miércoles Santo por la tarde, iniciando los desfiles procesionales de la Semana Mayor.

### Los Cristos de Luján
Otro tema importantísimo en su producción fueron los Cristos, donde Luján mostró un dominio de la técnica inigualable. En la representación de los Cristos es donde Luján manifiesta una mayor tranquilidad y armonía en las formas. Los crucificados parecen responder con un carácter casi incruento; la obra cumbre es el Cristo de La Sala Capitular de la Catedral de Canarias; Luján modela blandamente el cuerpo de Jesús con contornos suaves.

#### Los Crucificados
Los Crucificados de Luján Pérez son:
- El Cristo de La Sala Capitular de la Catedral de Canarias, que data del año 1793 y está considerada como la imagen cristológica más importante del escultor.
- El Cristo de la Vera Cruz de la Parroquia Matriz de San Agustín de Las Palmas de Gran Canaria.
- El Crucificado de la Iglesia Matriz de Santa María de Guía, que data de 1811. Otro Crucificado se encuentra también en el Templo Mariano presidiendo el Altar Mayor.
- El Crucificado de Valsequillo.
- El Crucificado de la Basílica de Nuestra Señora del Pino, en Teror.
- El Crucificado de la Parroquia del Apóstol San Mateo, en la Vega de San Mateo
- El Crucificado de la Parroquia Matriz del Apóstol Santiago en Tenerife.
- El Crucificado de la Parroquia de Nuestra Señora de la Asunción de San Sebastián de La Gomera.

Otros crucificados de gran interés los tenemos en la Iglesia de Santa María de Guía que cuenta con dos y en la Basílica de San Juan Bautista (Telde).

#### Los Cristos

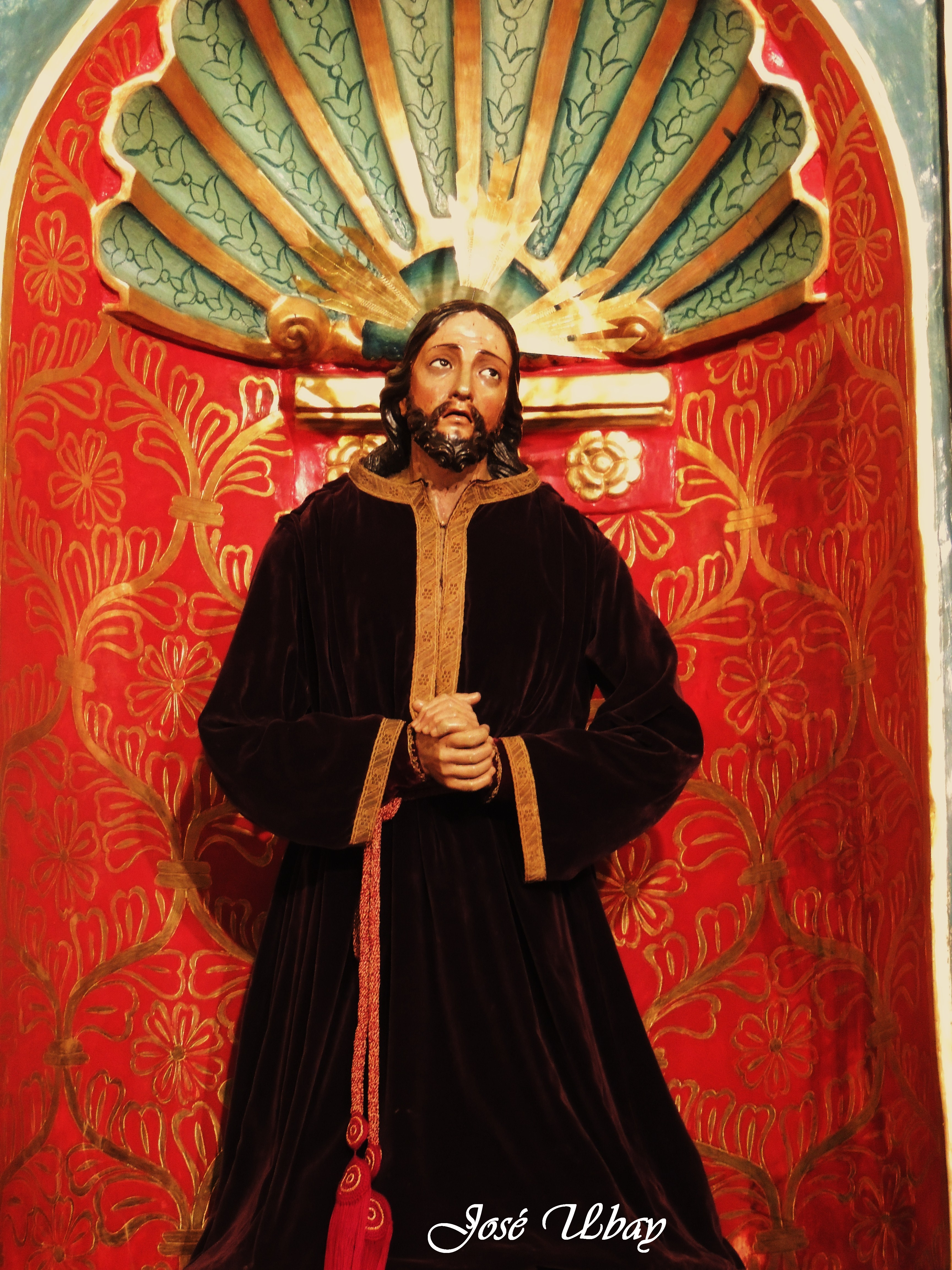
Santísimo Cristo de la Agonía en el Huerto.Realizado en 1802 por José Luján Pérez, es venerado en la Parroquia de San Francisco de Asís (Las Palmas de Gran Canaria).

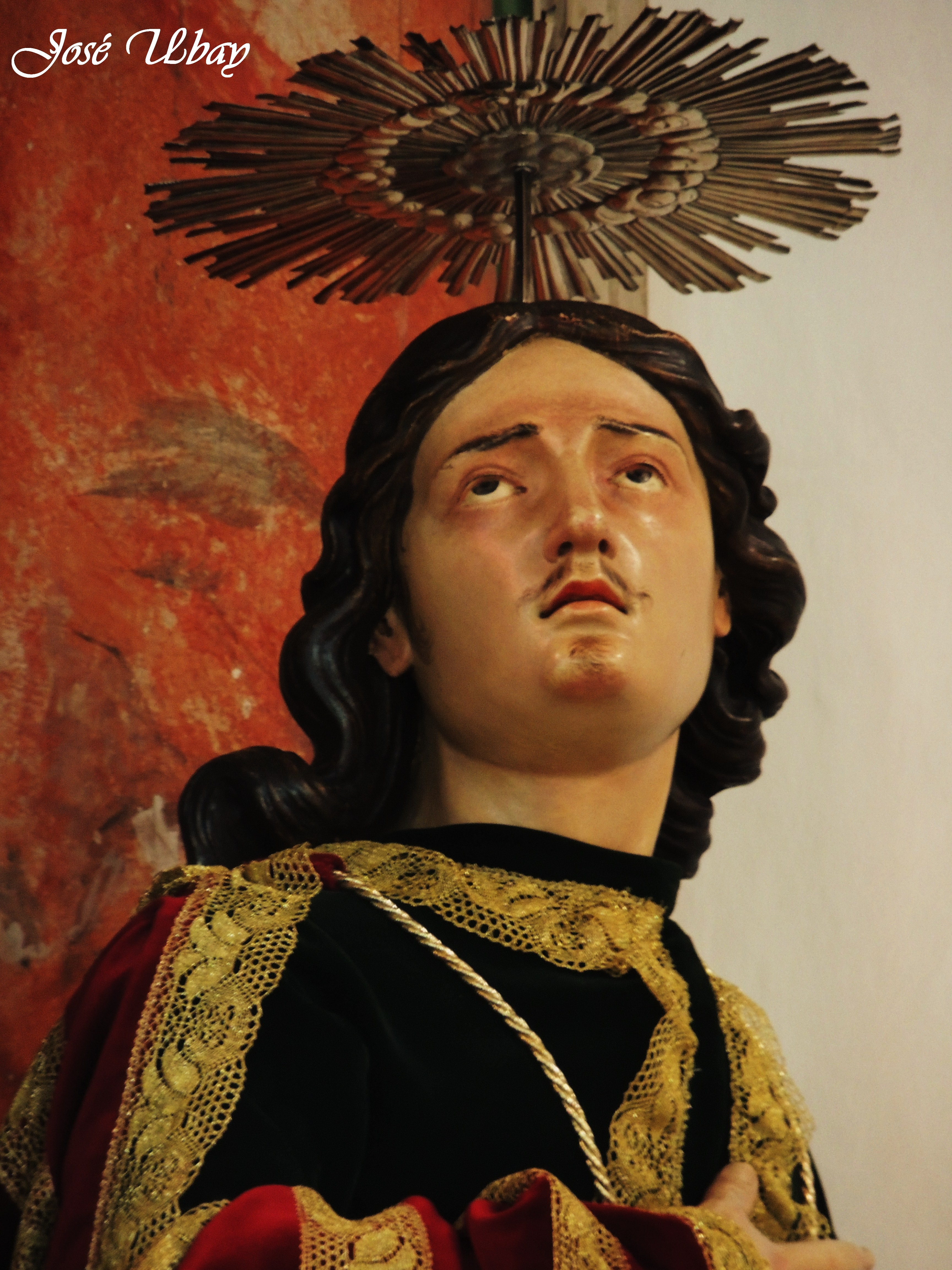
San Juan Evangelista que se encuentra en la Capilla de Nuestra Señora de la Soledad en la Basílica de San Juan Bautista de Telde, es obra de José Luján Pérez.

Se cuenta además, con representaciones magníficas de Cristos de candelero, o de paños encolados, como son las imágenes de Jesucristo con la Cruz a cuestas que forma parte de la "Procesión del Paso" o "del Encuentro" y el Predicador, ambas en la Parroquia de Santo Domingo de Guzmán de Las Palmas de Gran Canaria.
La representación, muy distinguida de factura, de "Jesús orando en el Huerto de los Olivos" de la Parroquia de San Francisco de Asís de Las Palmas de Gran Canaria, siendo este Cristo dentro de su advocación el más importante de la gubia de Luján, conocido como el Santísimo Cristo de la Agonía, también encontramos otros de la misma advocación en la iglesia del Convento de Las Clarisas en La Laguna y en la Iglesia Matriz de Santa María de Guía. En Santa María de Guía, también debemos señalar la imagen del Predicador.
Este mismo carácter imprime a otro tema cristológico de la Pasión y donde trata el desnudo; nos referimos a los flagelados o "Cristos atados a la columna", los referidos a este tema cristológico solo se encuentran en Teror y Santa María de Guía.

### Los Apóstoles y Evangelistas de Luján
En Gran Canaria, muchas son las imágenes que el imaginero dejó como legado. La imagen del apóstol San Bartolomé, que pertenece a la parroquia de Fontanales está único a una leyenda que narra como un joven Luján tallaría la imagen después de quedarse extasiado al contemplar la imagen antigua y valiéndose de una simple navaja, tallara la nueva efigie que hoy en día preside el templo moyense, a pesar de estar fechada en 1803.
Imágenes de gran importancia son otras diversas esculturas del grupo de apóstoles y evangelistas, como son: San Juan Evangelista de la Basílica de San Juan Bautista en Telde y el de la Parroquia Matriz de San Agustín de Las Palmas de Gran Canaria, fechado en 1787. También destacar la que se encuentra en Teror, que representa al evangelista casi como un adolescente. De fechas ya más avanzadas son el de la Parroquia de Santo Domingo de Guzmán de Las Palmas de Gran Canaria, el de la Parroquia de Santo Francisco de Asís de la misma ciudad. Otra imagen de estudio muy interesante es San Pedro Penitente de la Parroquia de San Francisco de Asís de Las Palmas de Gran Canaria, San Pedro Apóstol de Bañaderos (Arucas) y San Judas Tadeo para la Parroquia de Nuestra Señora de Candelaria de Moya.
Mencionar también la imagen destacada de San Matías de la parroquia de Artenara. Otras obras que también se deben mencionar es el San Lucas de la Catedral de Canarias, San Bartolomé de Tirajana, o el San Mateo de la misma parroquia de su nombre.
Tenerife se vio también beneficiada con imágenes de este tipo del gran imaginero. Destaca el San Juan Evangelista de la Parroquia Matriz de Nuestra Señora de la Concepción en la Villa de La Orotava.

### Los Santos de Luján
Un tema interesante en que podemos encontrar también grandes imágenes, como ciertamente en todo su repertorio, es en el de los santos. Son tan cuidadas sus tallas completas, como sus imágenes de candelero, como las de tela engomada. En todas ellas plasma su sello de calidad. Fue Luján un artista total, y en opinión de la doctora Carmen Fraga, "el escultor por excelencia de Canarias".
En Gran Canaria, dentro de este grupo podemos mencionar la imagen de San Agustín de la Parroquia Matriz de su nombre en Las Palmas de Gran Canaria, la imagen de Santa Mónica y la imagen de San José de la misma iglesia, la gran imagen del patriarca San José de la Catedral de Canarias  y otra para la Basílica de San Juan Bautista. En la parroquia de Santo Domingo de Guzmán de Las Palmas de Gran Canaria están la interesante escultura de Santo Tomás de Aquino. En la ermita capitalina de San José está atribuida la imagen San Antonio de Padua.
La imagen de San Gregorio de la Parroquia de San Gregorio en los Llanos de Jaraquemada de Telde, es quizás una de las más destacadas. En Agüimes, se encuentran las imágenes de San Vicente Ferrer y Santo Domingo de Guzmán. En Valsequillo, se encuentra la imagen de San Miguel Arcángel, Patrón del municipio. En la Iglesia de San Mateo, se encuentra la imagen de Santa Ana. En la Parroquia Matriz de San Juan Bautista de Arucas, destaca la imagen de Santa Lucía, atribuida al imaginero.
Y dentro del grupo de santos mencionar la escultura de San Sebastián, que Luján realizó en numerosas ocasiones, ya que fue un santo muy solicitado. Hay imágenes realizadas por el maestro en el lugar del Lugarejo de San Lorenzo, en Gáldar, Santa María de Guía y Agaete.
En Tenerife, destacan las imágenes de San Joaquín y Santa Ana de Garachico. En la parroquia de Santa Catalina de Alejandría de Tacoronte, se encuentra la imagen de Santa Catalina.

## Templos y retablos
Carentes de policromía son las efigies del apostolado y evangelistas que conforman el interior del
cimborio de la Catedral Basílica de Canarias; en este caso, aunque talladas en madera, se las pintó para que pareciesen labradas en cantería. Sobre piedra solo conocemos del artista el relieve
de Santa Ana, en la fachada de la cabecera de la Catedral de Canarias, fechado en el año 1798.
Destaca además, la producción artística de Luján con sus retablos de los que se conservan cinco, en 1802 realiza los retablos de Santa María de la Antigua y el de San José para la Catedral de Canarias, también realizó el de la Capilla de Nuestra Señora de los Dolores, también para la Seo canaria en 1805, el Retablo Mayor de la Iglesia Matriz de Santa María de Guía y el de Nuestra Señora de la Soledad de la Portería Coronada, del ex-convento y hoy parroquia de San Francisco de Las Palmas de Gran Canaria en el año 1809; en ellos se ven las formas transitorias del barroco rococó al neoclásico.

## Exposiciones conmemorativas
- "Luján Pérez y su Tiempo"

La Fundación Canaria Lujan Pérez organizó, junto al Gobierno de Canarias, el Cabildo de Gran Canaria y el Ayuntamiento de Santa María de Guía, la exposición Lujan Pérez y su Tiempo, con motivo del 250.º aniversario del nacimiento este escultor, uno de los principales referente de la plástica del Archipiélago, conocido por algunos autores como el artista del "siglo de las luces Canarias".
Se rindió tributo al imaginero en esta exposición, que se inauguró el 9 de mayo de 2007 y permaneció abierta al público hasta el 9 de julio del mismo año, en lo que constituye la primera muestra antológica dedicada al artista de estas dimensiones, ya que reunió cerca de 200 piezas, en su mayoría creaciones de Luján Pérez.
La exposición Luján Pérez y su tiempo ha supuesto un enorme esfuerzo de recopilación de piezas en Gran Canaria, Tenerife, Fuerteventura, Lanzarote y varios puntos de la península ibérica, que fue posible gracias a la aportación desinteresada de particulares e instituciones, entre las que figuran las dos diócesis de Canarias, el Palacio Real, la Biblioteca Nacional y el Museo Nacional de Escultura de Valladolid.
La mayor parte de las piezas reunidas procedían de las islas de Gran Canaria (139 piezas) y de Tenerife (43 piezas ), mientras Lanzarote estuvo representada con cinco obras y Fuerteventura con dos. Fueron ocho las obras traídas a Gran Canaria desde Madrid,
Cáceres, Valladolid y Navarra.
- "José Luján Pérez, el hombre y la obra 200 años después"

La exposición José Luján Pérez, el hombre y la obra 200 años después estuvo producida por el Cabildo de Gran Canaria, a través del Centro Atlántico de Arte Moderno, contando con la colaboración de la diócesis de Canarias. La exposición que estuvo compuesta con 175 piezas procedentes de Gran Canaria, siendo en su mayoría obras del escultor de Santa María de Guía, se realizó para conmemorar el 200 aniversario de su fallecimiento. La exposición estuvo abierta al público desde el 28 de abril al 30 de agosto de 2015 y tuvo como sede el Centro de Cultura Contemporánea de San Martín.